# Аревашат (Армавір)
Аревашат (вірм. Արևաշատ) — село в марзі Армавір, на заході Вірменії. Село розташоване за 9 км на південний схід від міста Вагаршапата, за 2 км на захід від села Арбат сусіднього марзу Арарат та за 2 км на південь від села Мусалер. За 1 км на північний схід від села розташований міжнародний аеропорт «Звартноц».